# 石板滩
石板滩镇是湖南常德市鼎城区下属的一个镇。有花木之乡的美誉，经济以花木为主。管辖区内有中南最大的烟库，也是常德烟机的发源地。